# Karl-Heinz Heimann
Karl-Heinz Heimann (* 20. Dezember 1924 in Mengede-Östrich, heute zu Dortmund; † 13. Juli 2010) war ein deutscher Sportjournalist.

## Leben
Heimann wuchs in Falkensee in Brandenburg auf und besuchte die Oberschule und das Gymnasium. Er war aktiver Fußballer zunächst in seiner brandenburgischen Heimat bei Germania Seegefeld, dem VfL Nauen und dem Spandauer SV, sowie später in Westdeutschland für den TSV Detmold. Außerdem war er aktiver Hockey- und Handballspieler bei den Falkenseer Vereinen TSV Falkensee und SC Siemens Falkensee. Als Soldat diente Heimann im Zweiten Weltkrieg und kam in sowjetische Kriegsgefangenschaft, aus der er nach viereinhalb Jahren entlassen wurde. Er studierte an der in Aachen gegründeten Ersten Deutschen Journalistenschule, danach war er für die Aachener Nachrichten und auch für den kicker im Aachener Raum tätig. Seit 1952 schrieb Heimann in Festanstellung für den kicker und war schon von Beginn an in die Organisation der Berichterstattung über die Fußball-Weltmeisterschaft 1954 in der Schweiz eingebunden. Von 1968 bis 1988 war er Chefredakteur der Zeitschrift. Er führte die Bewertungsnoten für die Spieler ein und war der Erfinder der Torjägerkanone. Ab 1988 war Heimann Herausgeber des kicker und für seine Kolumne mit dem Titel „Scheinwerfer“ bekannt.
2004 erhielt er die Bürgermedaille der Stadt Nürnberg, wo er seinen Wohnsitz hatte. Zudem erhielt er 1992 den Verdienstorden der FIFA in Gold und das Bundesverdienstkreuz am Bande sowie 2003 das Ehrenzeichen in Gold mit Brillant des Deutschen Fußball-Bundes. Schon 1987 wurde er mit dem Goldenen Ball der brasilianischen Sportpresse ausgezeichnet und wurde Ehrenmitglied des Verbandes Deutscher Sportjournalisten. Zum 31. Dezember 2009 ging er in den Ruhestand. Im Jahr 2010 wurde er posthum mit dem „Ehrenpreis der Bundesliga“ ausgezeichnet. Heimann wurde damit für seine vielfältigen publizistischen Verdienste rund um den Profi-Fußball geehrt.
Heimann starb in der Nacht zum 13. Juli 2010 nach kurzer, schwerer Krankheit, einen Tag vor dem 90-jährigen Jubiläum des kicker, den er 57 Jahre lang mitgeprägt hatte. In einem Nachruf hieß es über ihn: „Heimann lehnte Sensationsjournalismus konsequent ab und schuf jenen unbestechlichen kicker-Stil, der die Zeitschrift über neun Jahrzehnte hinweg für unzählige Fans zu einer Pflichtlektüre machte.“